# マグダラのマリア (ペルジーノ)
『マグダラのマリア』（伊: Maria Maddalena, 英: Mary Magdalene）は、盛期ルネサンスのイタリアの巨匠ピエトロ・ペルジーノが1500年頃に制作した絵画である。油彩。主題は『新約聖書』に登場する聖人であるマグダラのマリアから取られている。現在はフィレンツェのパラティーナ美術館に所蔵されている。

## 主題

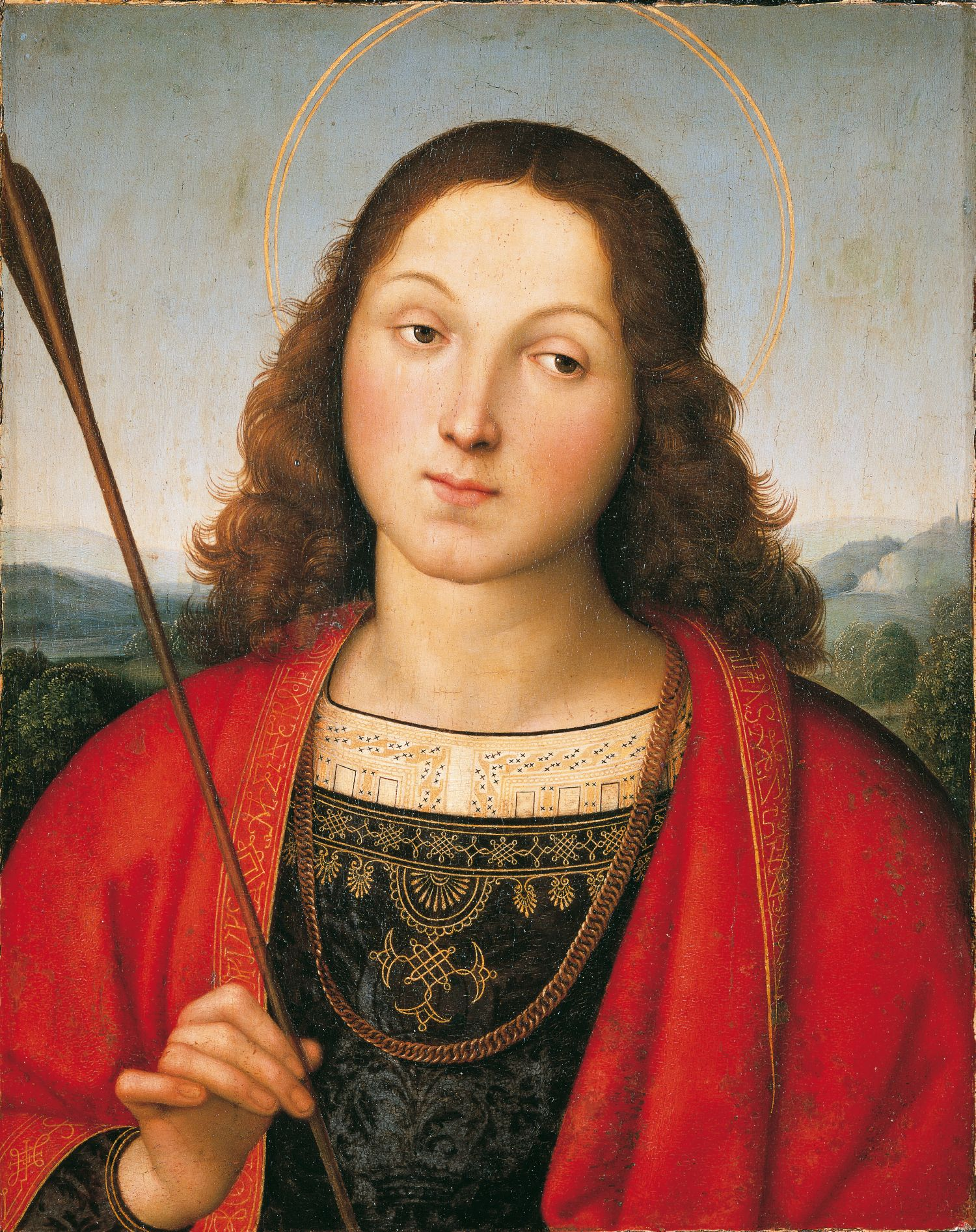
ラファエロ・サンツィオの初期の作品『聖セバスティアヌス』。師の影響が明らかに見て取れる。アッカデミア・カッラーラ所蔵。

一般的なマグダラのマリアの伝承は不確実な伝承が統合されている。イエス・キリストの足に香油を塗った女性マリアは「ヨハネによる福音書」ではベタニアのマルタとラザロの姉妹とされ、東方教会ではイエス・キリストによって7つの悪霊を追い払ってもらい、キリストの磔刑に立ち会い、さらに復活を目撃したマグダラのマリアとは別人とされるが、西方教会では同一人物とされた。そのため西洋美術において香油壺はマグダラのマリアの典型的なアトリビュートになった。また懺悔の図像として、十字架と髑髏をともない、天を仰ぎ見る姿が描かれた。

## 作品
ペルジーノは暗闇から浮かび上がって見えるマグダラのマリアを四分の三正面で描いている。暗い背景とは対照的にマグダラのマリアの肌は明るく、その頬はほのかにバラ色を帯びている。ウェーブのかかった黒い髪は淡い光輪で縁取られながら肩に落ちている。顔を画面右側に少し傾け、視線を右に向けた姿勢は、悔悛して天を仰いだ姿で描かれることが多い一般的な描写とは対照的である。マグダラのマリアに苦悩する様子はなく、鑑賞者はむしろ彼女の姿が放つ安らぎの感覚に浸される。手を重ねる仕草もまた落ち着きを強調している。マグダラのマリアのドレスは幅の広い四角いネックラインの、愛と悔悛を連想させる緑と赤のボディスで構成され、その上から肌の明るさを際立たせる暗い毛皮のコートに袖を通している。
ペルジーノは1500年頃のフィレンツェの肖像画で流行したフランドル風の表現に従って、身なりがよく、スタイルが整った女性に似せてマグダラのマリアを描いている。彼女はお馴染みのアトリビュートを伴っていないが、ドレスの胸元に施された刺繍という形で記された碑文から、理想化された女性の肖像画ではなくマグダラのマリアであると分かる。
ペルジーノはおそらく妻キアラ・ファンチェッリをモデルにして本作品を制作した。キアラは建築家ルカ・ファンチェッリの娘であり、1493年に結婚して以降はペルジーノの聖母画のモデルをした。絵画の発注に関する記録や歴史家の証言が残されていないため、1493年は制作年代を決定する基準点となっている。

## 来歴
本作品は1641年以来、ピッティ宮殿の目録に記載されている。その後、ラファエロ・サンツィオ（1691年）、フランチャビージオ（1797年）、ジャコモ・ライボリーニ（1810年）、また裏に残された碑文からレオナルド・ダ・ヴィンチに帰属されていた。その後、19世紀になって初めてイタリアの美術評論家ジョヴァンニ・バティスタ・カヴァルカゼルによってペルジーノに帰属された。

## 影響
ペルジーノの弟子であった初期のラファエロ・サンツィオは師の図像や表現を頻繁に引用したが、ラファエロは本作品をもとに『聖セバスティアヌス』を制作している。この作品の中でラファエロはマグダラのマリアと同じ方向に首を傾け、同じ方向に視線を向けている。フィンランドの画家アルベルト・ゲブハルト（Albert Gebhard）は1897年に本作品の模写を制作している。

## ギャラリー
キアラ・ファンチェッリをモデルにしたとされる絵画

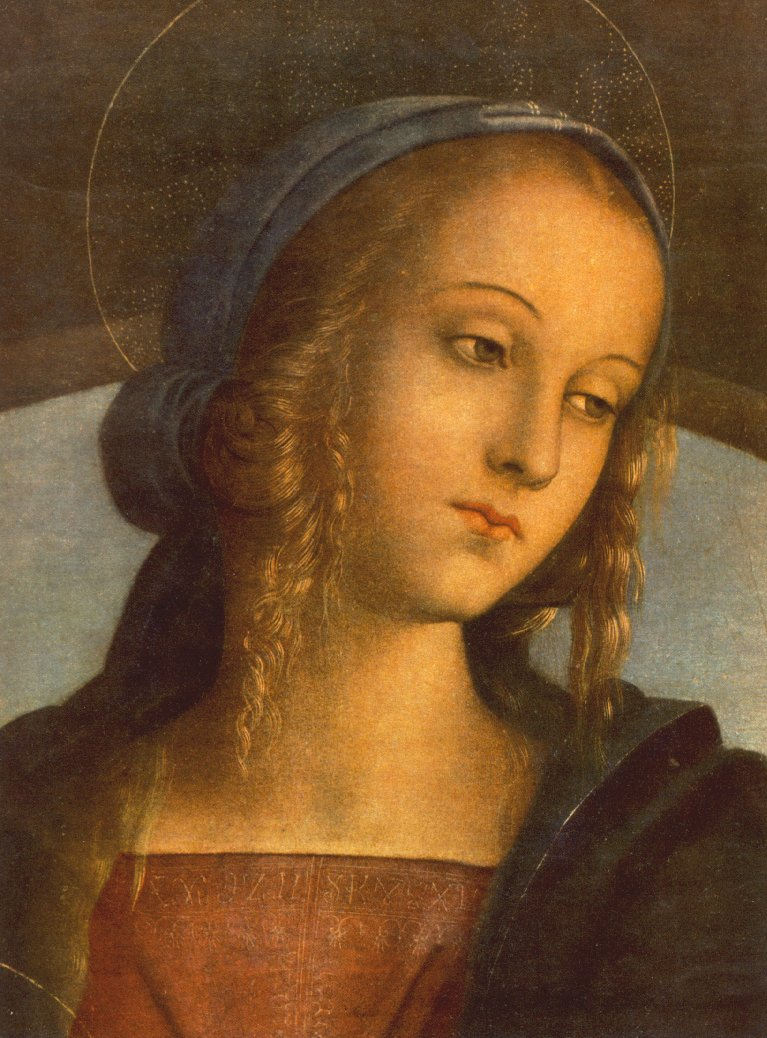
『洗礼者聖ヨハネと聖セバスティアヌスの間で即位した聖母子』の聖母 1493年 ウフィツィ美術館所蔵
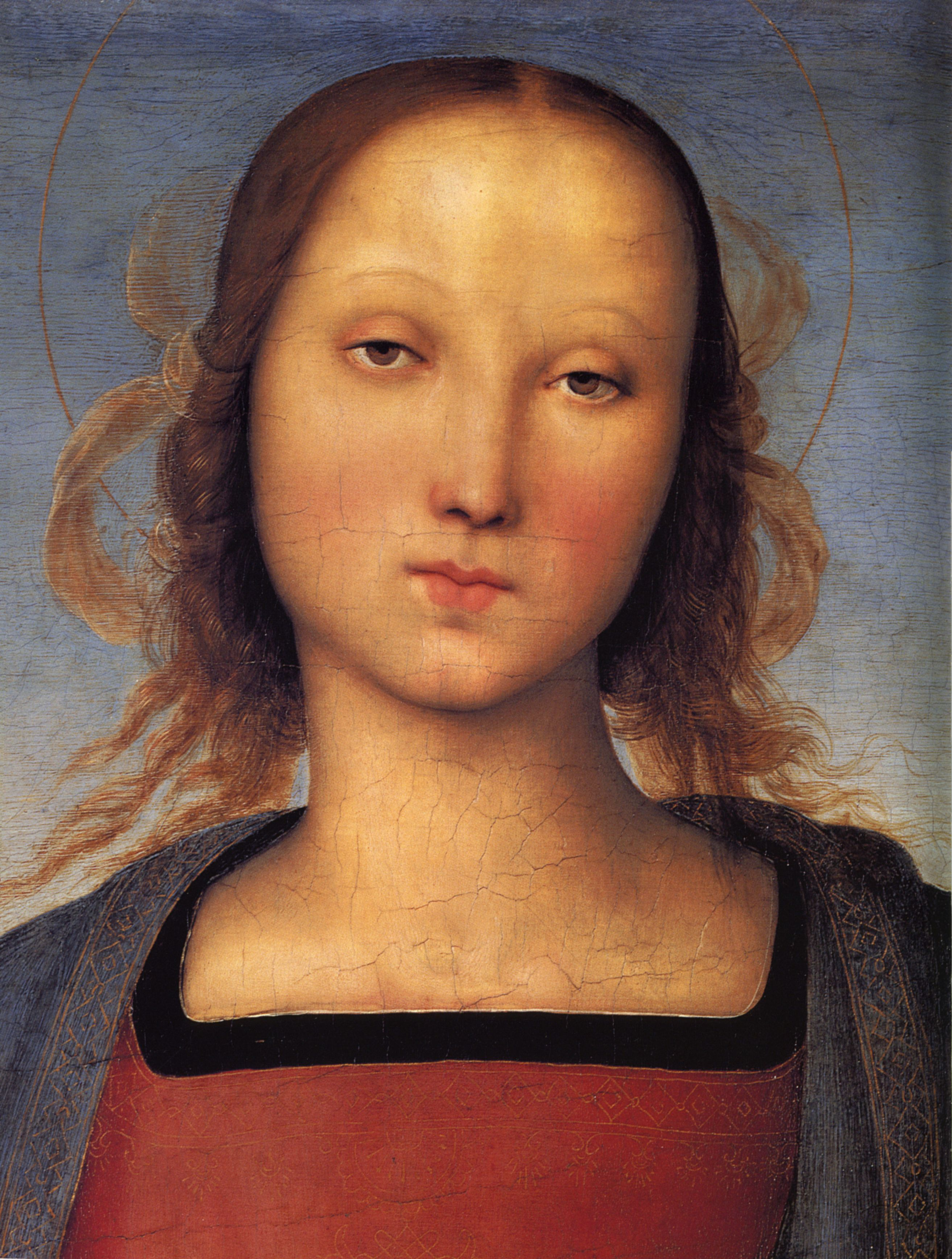
『聖母子』の聖母 1500年頃 デトロイト美術館所蔵